# Kambodža
Kambodža, plným názvem Kambodžské království, je stát v jihovýchodní Asii v Indočíně. Na severozápadě sousedí s Thajskem, na severu s Laosem a na východě s Vietnamem a na jihozápadě má pobřeží podél Thajského zálivu. Území dominuje nížinatá rovina a soutok řeky Mekong a Tonlésapu, největšího jezera jihovýchodní Asie; převládá tropické podnebí. Kambodža se dělí na 25 provincií, na ploše 181 000 km² žije 17,8 milionu obyvatel. Hlavním a nejlidnatějším městem je Phnompenh, následují Siem Reap a Battambang. Drtivá většina obyvatel jsou etničtí Khmerové, největšími menšinami jsou Čamové a Číňané, úředním jazykem je khmerština, drtivá většina obyvatel se hlásí k buddhismu. 
Nejstarší doklady o osídlení Kambodže pocházejí kolem roku 5000 př. n. l. Podrobné záznamy o politickém uspořádání na území dnešní Kambodže se poprvé objevují v čínských análech v souvislosti se státním útvarem Funan, který v 1. až 6. století zahrnoval nejjižnější část Indočíny a který měl centrum na dolním toku Mekongu. Je zaznamenán jako nejstarší regionální hinduistická kultura, což naznačuje dlouhodobou socioekonomickou interakci s námořními obchodními partnery Indosféry na západě. Do 6. století Funan pevně nahradila civilizace Čenla, která ovládala větší, zvlněnější oblasti Indočíny a udržovala si více než jen jedno mocenské centrum. V roce 802 n. l. se Džajavarman II. prohlásil králem a sjednotil válčící khmerská knížata z Čenly pod nové jméno „Kambuja“, což znamenalo počátek khmerské říše. Indizované království napomáhalo šíření nejprve hinduismu a poté buddhismu v jihovýchodní Asii a podnikalo náboženské infrastrukturní projekty v celé oblasti, z nichž nejznámější je Angkor Vat. V 15. století začala jeho moc upadat, až se v roce 1863 Kambodža stala francouzským protektorátem.  
Po japonské okupaci během druhé světové války vyhlásila Kambodža v roce 1953 nezávislost na Francii. Vietnamská válka v 60. letech 20. století uvrhla zemi do občanské války, která vyvrcholila v roce 1970 převratem, v jehož důsledku byla nastolena Khmerská republika, která se přidružila k USA, a v roce 1975 převzali moc Rudí Khmerové. Ti vládli zemi a prováděli kambodžskou genocidu od roku 1975 do roku 1979, dokud nebyli svrženi během kambodžsko-vietnamské války. Mír byl obnoven Pařížskými mírovými dohodami z roku 1991 a následnou mírovou misí OSN, zavedením nové ústavy, uspořádáním všeobecných voleb v roce 1993 a ukončením dlouhodobých povstání. Státním převratem v roce 1997 byla upevněna moc pod vedením premiéra Hun Sena a Kambodžské lidové strany. 
Kambodža je unitární konstituční volenou monarchií s králem jako hlavou státu a dvoukomorovým parlamentem. Oficiálně je zemí s více politickými stranami, nicméně politický systém ovládá Kambodžská lidová strana. Problémem v poválečném vývoji Kambodže zůstává korupce, problémy s lidskými právy a odlesňování. Kambodža patří mezi nejméně rozvinuté země,  v indexu lidského rozvoje zaujímá 151. místo. Důležitým hospodářským odvětvím zůstává zemědělství; růst textilního průmyslu, stavebnictví, oděvního průmyslu a cestovního ruchu vede k nárůstu zahraničních investic a mezinárodního obchodu. Kultura a tradice země jsou utvářeny angkorským dědictvím a mezinárodními vlivy v průběhu historie, je zde velká biologická rozmanitost. Kambodža je členem Organizace spojených národů,Světové banky, Mezinárodního měnového fondu, Asijské rozvojové banky, Sdružení národů jihovýchodní Asie a Světové obchodní organizace. Je také pozorovatelem Pacifické aliance a partnerem pro dialog Šanghajské organizace pro spolupráci. 

## Název
V letech 1976–1990 byl pro Kambodžu používán název Kampučia (1976–1979 Demokratická Kampučia (kambodžsky Kampuchea Prachea Thipatey), 1979–1990 Kampučská lidová republika, duben 1990 – září 1993 Kambodžský stát). 

## Historie
Do 9. století bylo území dnešní Kambodže pod nadvládou hinduistických království – nejprve Funan (68–550), poté Čenla (550–802).
Následovalo období říše Angkor, která dosáhla největšího rozkvětu v 10.–13. století. Jednalo se již o buddhistickou říši. Z tohoto období pochází i nejznámější kambodžská památka – chrám Angkor Vat postavený ve 12. století, který je dodnes zdrojem přílivu turistů – spolu s khmerským vězením Tuol Sleng je nejnavštěvovanější kambodžskou památkou.
Zánik říše způsobily útoky Vietnamu a Siamu (dnešní Thajsko), které byly podnětem k rozvoji typické xenofobie Kambodžanů vůči těmto dvěma říším, především k Vietnamu, což mělo sehrát výraznou roli později. V první polovině patnáctého století se pak Kambodža stala na Vietnamu a Siamu již plně závislou.

### Pod ochranou Francie

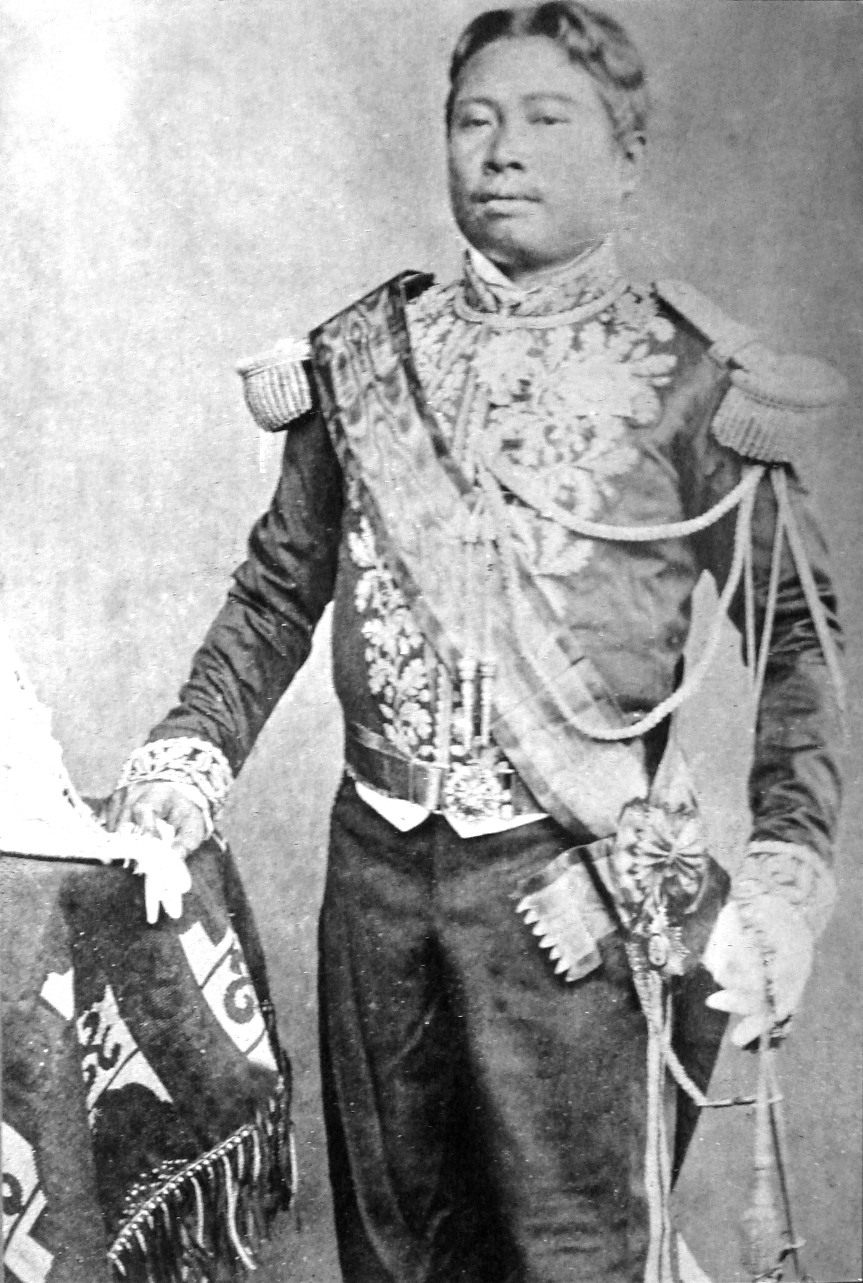
Král Norodom je považován za zachránce samotné existence Kambodži

Útoky ovšem nepřestaly, a tak Kambodža (její král Norodom) požádala o francouzskou ochranu, pod kterou se dostala roku 1863. O několik let později, v roce 1887, se stala součástí Francouzské Indočíny.
Během druhé světové války se Kambodži povedlo částečně se z francouzského vlivu vymanit. Po porážce Francie v roce 1940 došlo roku 1941 také k japonské okupaci kambodžského území. V tomtéž roce nastoupil na trůn král Norodom Sihanuk, pro Kambodžu jedna z nejdůležitějších osobností 2. poloviny 20. století. Francouzi se koncem války dostali v Indočíně i v Kambodži zpátky k moci.
V roce 1946 Kambodža získala svou první ústavu, která je velmi podobná ústavě Čtvrté francouzské republiky. Jejím autorem byl princ Sisowath. V jejím důsledku dostalo Národní shromáždění větší pravomoci než král. Francouzi s ústavou souhlasili, jelikož Národnímu shromáždění nedávala některé pravomoci (například finanční nezávislost nebo samostatnou zahraniční politiku).

### Nezávislost a Sihanukova éra

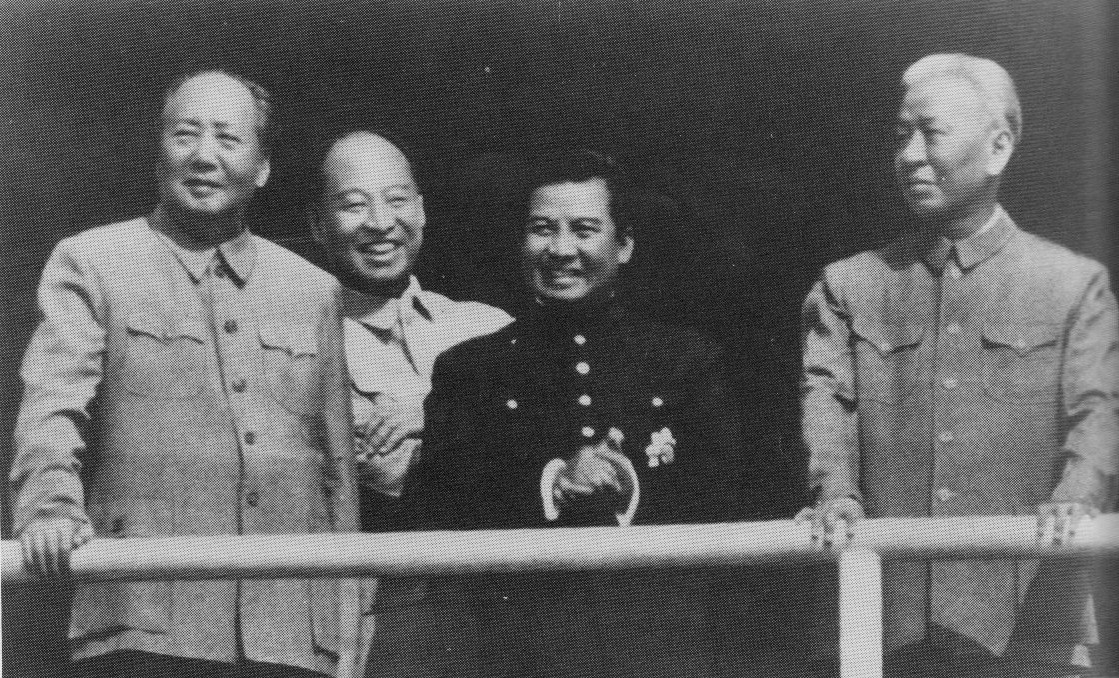
Norodom Sihanuk a Mao Ce-tung v roce 1956

Plnou nezávislost získala Kambodža od Francouzů až roku 1953 pod podmínkou, že zde proběhnou demokratické volby. Absolutním vítězem se v nich stala strana prince Sihanuka. Ta získala všechna křesla. Podle ústavy se však panovník nesměl aktivně účastnit politiky. Proto se Sihanuk vzdal panovnického titulu ve prospěch svého otce, aby se sám mohl angažovat. Toto vzdávání se trůnu ve prospěch otce či matky Norodom Sihanuk opakoval několikrát během své kariéry. Proto byl občas králem (kdy kraloval, ale nevládl) a občas princem (kdy se naopak účastnil aktivně na vládnoucí politice země).
Následujících sedmnáct let se obvykle nazývá jako Sihanukova éra, jež se s výjimkou posledních několika let vyznačovala politickou stabilitou a jistým ekonomickým pokrokem. V zahraniční politice usiloval princ Sihanuk o zdánlivě neutrální politiku, zaměřenou na získání zahraniční pomoci a udržení kambodžské nezávislosti vůči svým proamerickým sousedům Thajsku a jižnímu Vietnamu. Tato politika ho však zavedla do spojenectví s komunistickou Čínou a k silnější vazbě na státy sovětského bloku.
Na domácí scéně pak kladl Sihanuk důraz na velkolepou minulost Kambodže, její významné postavení v rozvojovém světě a na svou vlastní nepostradatelnost. Sám svou politickou směsici nazýval „buddhistický socialismus“.
Na konci 60. let se v zemi začali velmi výrazně projevovat tzv. Rudí Khmerové, v čele s Pol Potem.

### Lon Nolova Khmerská republika a občanská válka

Vlajka Khmerské republiky vedené Lon Nolem

V roce 1970 se do čela země dostala proamerická vláda vedená generálem Lon Nolem, který měl s králem značně problematické vztahy. Když počátkem ledna 1970 král Sihanuk odletěl do Francie na léčení, došlo postupně k dalšímu vyhrocení vztahů, které rychle směřovalo k převratu.
Dne 11. března 1970 (mj. v době plánované Sihanukovy cesty z Francie do ČSSR) byly nejdříve davem zdemolovány obě vietnamské ambasády v zemi v reakci na rozsáhlou přítomnost a vojenské operace minimálně 40 000 vietnamských jednotek Vietminhu a prokomunistického partyzánského Vietcongu v Kambodži. Dne 17. března 1970 obě komory parlamentu a vláda přijaly rozhodnutí o zbavení Norodoma Sihanuka funkce hlavy státu. Dne 9. září 1970 pak generál Lon Nol vyhlásil v Kambodži republiku s názvem „Khmerská republika“, kde převzal funkci hlavy státu. Výkonným premiérem se stal ambiciozní Sirik Matak podporovaný USA. Po rozpuštění parlamentu 10. března 1972 proběhly v zemi 4. června 1972 volby.
V průběhu války ve Vietnamu do Kambodže vstoupila severovietnamská komunistická vojska, která spolu s Vietcongem zemi používala jako své zázemí pro boje proti Jižnímu Vietnamu. Vietnamci postupně vstoupili i do ozbrojeného konfliktu s kambodžskou armádou, měli pevně pod kontrolou území na severu a jihu země a řadu měsíců drželi v obklíčení i samotný Phnompenh. Obsazená území se prakticky vylidnila poté, co obyvatelstvo uprchlo do Pnompenhu a dalších velkých měst, která byla většinou pod kontrolou vlády.
V zemi současně probíhal konflikt s početně menšími jednotkami ultrakomunistických Rudých Khmerů.
Vládní vojsko bylo podporováno ze strany USA. Současně však byly části Kambodže bombardovány letectvem USA v rámci válečného konfliktu ve Vietnamu s cílem narušit zásobování jak vietnamských jednotek, tak i Rudých Khmerů. Zhoršující se situace v zemi měla za výsledek i opakovaný vstup jihovietnamských jednotek do země na podporu vlády v Phnompenhu. Na Kambodžu, přestože jí nikdy nebyla vyhlášena ze strany USA válka, bylo svrženo o 50 % více amerických bomb než během druhé světové války na Japonsko.
V roce 1970 provedla vojska USA a Jižního Vietnamu rozsáhlou invazi do Kambodže s cílem zničit a rozvrátit všechny komunistické jednotky v Kambodži. Operace je dodnes považována za jednu z nejúspěšnějších.
V roce 1975 již vláda stále nemocnějšího Lon Nola, která se mezitím zbavila neoblíbeného Sirik Mataka, neměla pod kontrolou o mnoho více než hlavní město, do kterého uprchla řada obyvatel vyhladovělé země. Zbytek země byl pod kontrolou Rudých Khmerů.
Levicový král Sihanuk žil po převratu v exilu v Číně, odkud podporoval Rudé Khmery. Sliboval si od nich, že se s Lon Nolem vypořádají.

### Rudí Khmerové

Vlajka Demokratické Kampučii

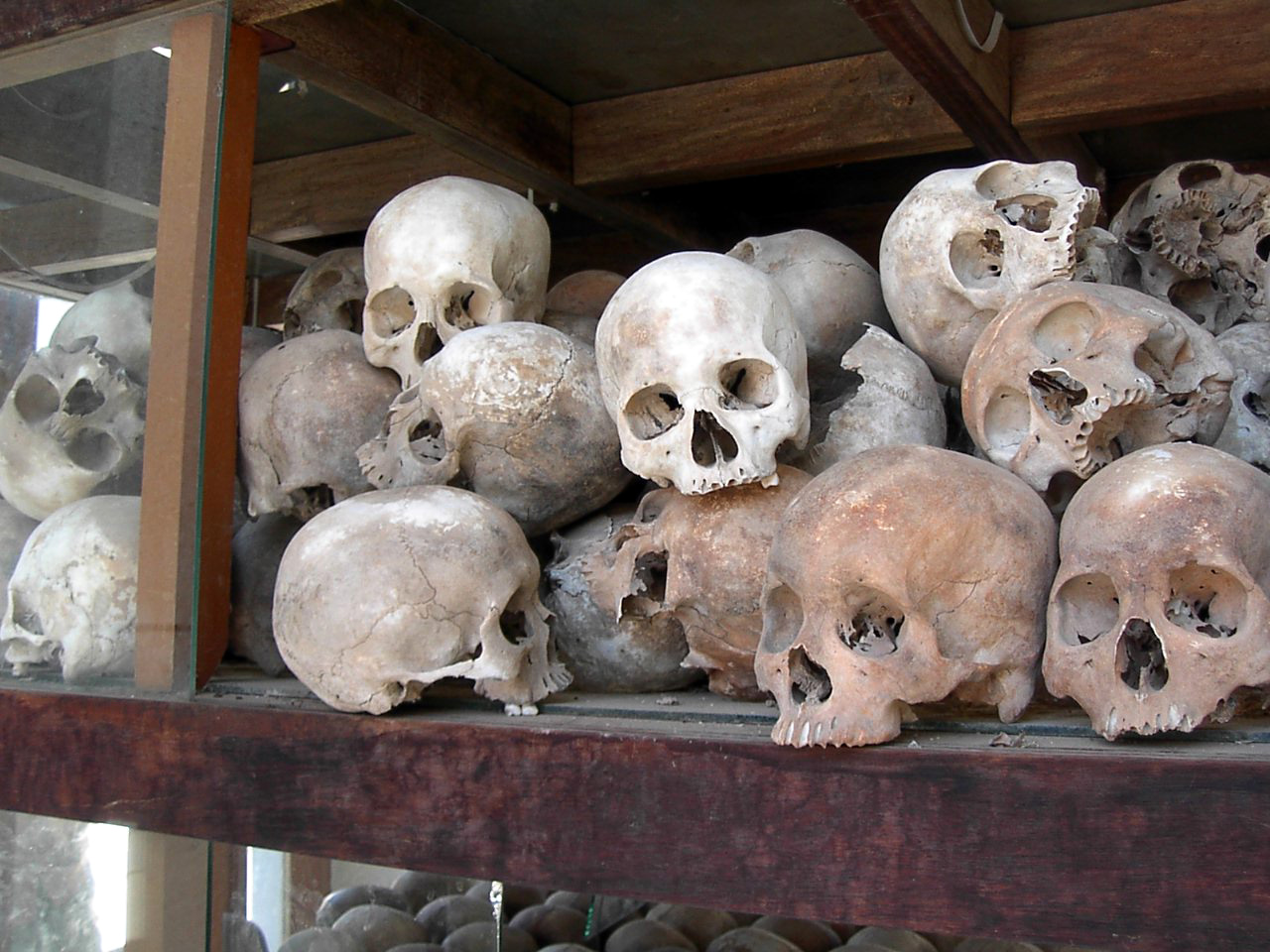
Oběti Rudých Khmerů

Ozbrojený boj Rudých Khmerů postupně získal podporu značné části obyvatelstva. Díky ní se Rudí Khmerové dostali do čela země, když v dubnu 1975 obsadili hlavní město Phnompenh. Tehdy ze dne na den změnili tvář a z osvoboditelů se stali vrazi. Jedním z jejich prvních rozhodnutí byla poprava většiny vládních činitelů a významných osobností na místním stadionu včetně Sirik Mataka, v té době již zbaveného funkcí. Lon Nolovi se podařilo uprchnout do USA. Několikaletá krutovláda Rudých Khmerů vrátila zemi o několik století zpátky a připravila o život miliony lidí. Stát byl přejmenován na Demokratická Kampučia.
Obyvatelstvo země bylo vystěhováno do vesnických gulagů, kde realizovali utopickou ideu agrárního komunismu. Rudí Khmerové uzavřeli státní hranice, zrušili peníze. Zavedli všeobecnou pracovní povinnost 12 až 16 hodin každý den. Sebemenší prohřešek se trestal smrtí. Ze škol vznikala vězení (např. S-21 Tuol Sleng v Phnompenhu – dnes muzeum), kde docházelo ke krutému mučení vězňů, již byli popravováni a pohřbíváni do hromadných hrobů na tzv. „vražedných polích“.
Rudí Khmerové systematicky likvidovali inteligenci. Lékaři byli popravováni a na jejich místa byli jmenováni nevzdělaní rolníci. Trest smrti byl vykonáván i za nošení brýlí (tzv. buržoazní intelektualismus). Postupně byly rušeny rodiny, lidé byli nuceni žít ve skupinách, společně pracovat, společně se stravovat a společně se po práci politicky školit. Byla zrušena veřejná doprava, veškerá města (včetně dříve milionového Phnompenhu) vylidněna, zrušen přístup k informacím. Pol Pot utajoval i vládu vlastní země. Oficiálně byl hlavou státu Norodom Sihanuk, který však byl vězněn ve svém paláci. Přesto šlo o první komunistické království v dějinách. Až v roce 1977 připustil Pol Pot existenci tajnůstkářské vládnoucí skupiny zvané Angkar. Obyvatelé tak neznali představitele své země, nevěděli, co se děje za hranicemi.
Rudí Khmerové na konci své vlády zaútočili i na Vietnam. Ten však útoky odvrátil a vietnamská vojska pronikla do Kambodže.

### Vietnamská invaze

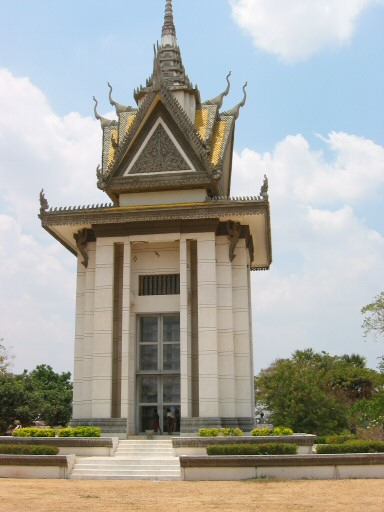
Choeung Ek

V roce 1979 Kambodžu od Rudých Khmerů osvobodila vietnamská invaze. Krutovládě učinili Vietnamci přítrž a pak měli zemi dlouhých deset let pod kontrolou. Rudí Khmerové se však uchýlili k partyzánskému způsobu boje, své základny měli na thajsko-kambodžském pomezí. Vzhledem k tomu, že byli podporovaní Čínou a od počátku 80. let i USA, operovali na kambodžském území prakticky až do roku 1993. Po rozpadu Sovětského bloku v roce 1989 ztrácí Sovětský svaz svůj vliv, což v důsledku pro Kambodžu a Vietnam znamená, že podpora, která odtamtud přicházela, byla minimalizována. Vietnam si již nemohl dovolit tuto okupaci a stáhl vojsko. Ještě předtím ale provedl v Kambodži několik reforem: legalizace soukromého majetku, změna vlajky a opětovné stanovení buddhismu státním náboženstvím. Rychlé otevření ale způsobilo ekonomické ztráty (dřevo, drahokamy putují do Thajska a Vietnamu).

### Svobodné volby
V roce 1991 došlo v Paříži k sepsání dohody o konání demokratických voleb v Kambodži. Organizace spojených národů tyto volby roku 1993 sponzorovala a dohlédla na jejich průběh. Do Kambodže byl vyslán kontingent vojsk OSN UNTAC. Během pobytu vojsk došlo k nebývalému rozmachu prostituce. Kambodžané volili proti ozbrojené vládě, která byla u moci. Nejvíce křesel získala Roajalistická strana vedená princem Norodomem Ranariddhem. Zemi začal hrozit ozbrojený konflikt s představiteli Lidové revoluční strany Kambodže (dnes známá jako Kambodžská lidová strana v čele s premiérem Hun Senem), která měla do té doby moc. Výsledek voleb nebyl respektován a v zemi byla nastolena vláda dvou ministerských předsedů současně. Roajalisté i původní ozbrojená vláda vládli ruku v ruce. Druhým ministerským předsedou se stal bývalý vysoký kádr Rudých Khmerů, Hun Sen, který nakonec prvního ministerského předsedu prince Norodoma Ranariddha z vlády odstranil a upevnil svou pozici. U vlády byl až do roku 2023, již jako jediný ministerský předseda.

### Současná Kambodža

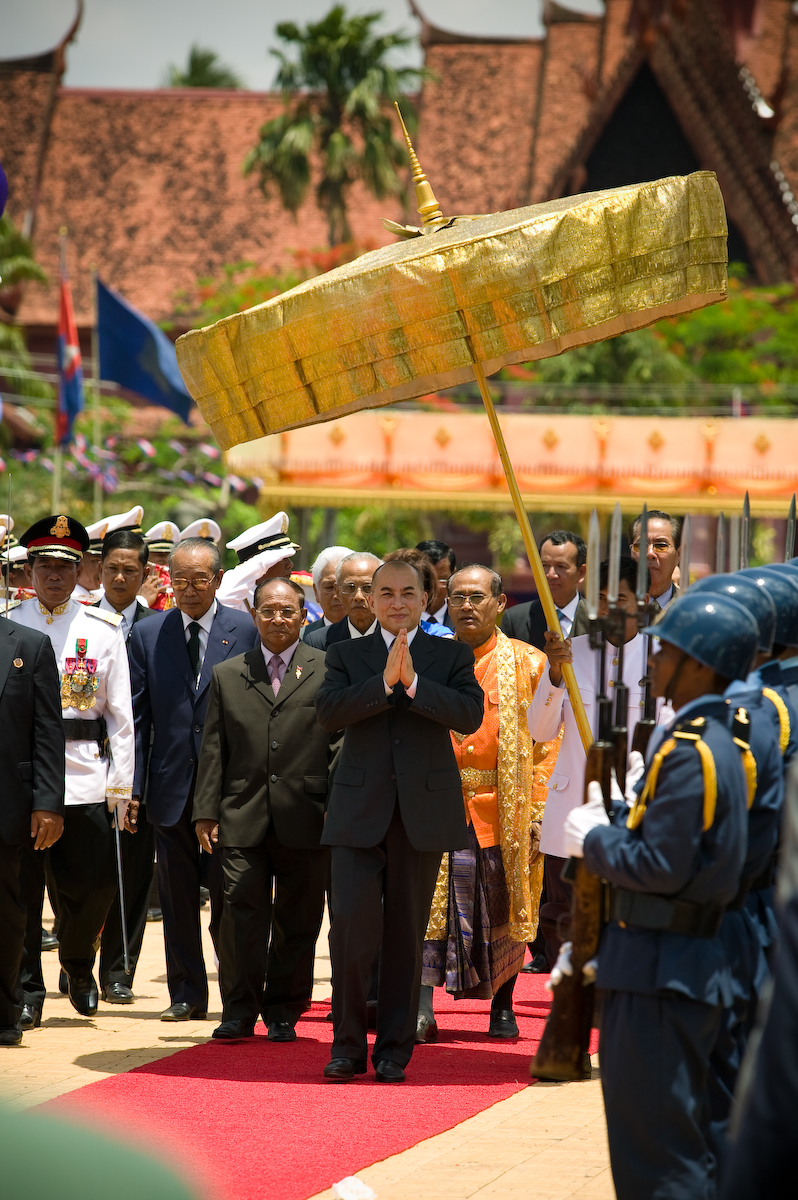
Současný král Norodom Sihamoni vystudoval tanec v ČSSR

Smrtí Pol Pota v roce 1998 přestalo hnutí Rudých Khmerů existovat, ještě dříve však král Norodom Sihanuk zamítl návrhy amnestie představitelům vedení hnutí. Všichni členové Rudých Khmerů se snaží dnes integrovat do demokratické společnosti. Zemi však dlouho vládl premiér Hun Sen, jeden z bývalých vysokých představitelů Rudých Khmerů.
Pro poslední představitele dnes už neexistujícího hnutí Rudých Khmerů byl prosazován mezinárodní soud, který se však neuskutečnil. Zabránili mu především právě ti bývalí vysoce postavení Rudí Khmerové, kteří jsou i dnes ve státních funkcích.
Král Norodom Sihanuk, který v průběhu více než šesti desetiletí povětšinou stál v čele země ať už jako král, předseda vlády či prezident (krátce byl formální hlavou státu i za Rudých Khmerů a Kambodža tak vlastně byla první komunistickou monarchií na světě), v roce 2004 pro chatrné zdraví abdikoval a v říjnu 2012 ve věku 89 let zemřel v Číně, kde se léčil.
Novým panovníkem byl v říjnu 2004 vybrán (v Kambodži není trůn automaticky dědičný) Sihanukův mladší syn Norodom Sihamoni, který mimo jiné hovoří plynně česky, neboť dlouhá léta studoval v Praze tanec a žil třináct let v Československu.
Stát se dodnes dostává z problémů, kriminalita je běžnou součástí každodenního života.

## Státní symboly

### Vlajka
Kambodžská vlajka je tvořena třemi vodorovnými pruhy: modrým, červeným a modrým v poměru šířek 1:2:1. Uprostřed na červeném pruhu je vyobrazen chrám Angkor Vat.

### Znak
Kambodžský státní znak je tvořen modrým štítem, ne kterém je zlatý buddhistický symbol pro Óm, položený na zlaté dýce, která je položena na dvou, na sobě stojících, zlatých podnosech (phan), jež jsou obklopené zeleným věncem, ze kterého visí Královský řád Kambodže. Štít je položen na královský stan se zlatě třepenými okraji, který vychází z královské koruny. Na špici koruny se nachází diamant, ze kterého září zlaté sluneční paprsky. Štítonošem po heraldicky pravé straně znaku je Gajasimha (hybrid slona a lva) a na levé pak Rajasingha (královský lev). Oba štítonoši drží pětiúrovňový královský deštník a stojí na modré stuze se stříbrným nápisem ព្រះចៅ ក្រុង កម្ពុជា (kambodžsky Preah Chau Krong Kampuchea, česky Král kambodžského království).

## Geografie

Topografická mapa Kambodže

Kambodža je země v jihovýchodní Asii. Sousedí s Thajskem, Laosem, Vietnamem a Thajským zálivem a má celkovou rozlohu přibližně 181 035 km². Země se celá nachází uvnitř tropické Indomalajské oblasti a Indočínského časového pásma.
Hlavními geografickými rysy Kambodže jsou nízko položená Centrální nížina, která zahrnuje povodí jezera Tonlésap, záplavové oblasti dolního toku Mekongu a nížinu řeky Bassac obklopenou horskými pásmy na severu, východě, na jihozápadě a jihu. Centrální nížiny zasahují na jihovýchodě až do Vietnamu. Jih a jihozápad země tvoří 443 km dlouhé pobřeží u Thajského zálivu, pro které jsou charakteristické rozsáhlé mangrovové bažiny, poloostrovy, písečné pláže a mysy a zátoky. Kambodžské teritoriální vody zahrnují více než 50 ostrovů. Nejvyšším vrcholem je Phnom Aural, který leží v nadmořské výšce 1 810 m.
Území protíná řeka Mekong, která je se svými 486 km nejdelší kambodžskou řekou. Po rozsáhlých peřejích, bouřlivých úsecích a kataraktech v Laosu vstupuje řeka do země v provincii Stung Treng, je převážně klidná a splavná po celý rok, protože se v nížinách značně rozšiřuje. Vody Mekongu se rozptylují do okolních mokřadů ve střední Kambodži a silně ovlivňují sezónní charakter jezera Tonlésap.
Dvě třetiny obyvatel země žijí v nížinách, kde jsou díky bohatým sedimentům usazeným při každoročních záplavách Mekongu, velmi úrodné zemědělské půdy. Vzhledem k tomu, že odlesňování a nadměrná exploatace postihly Kambodžu teprve v posledních desetiletích, lesy, nízká pohoří a místní ekoregiony si stále zachovávají velkou část svého přírodního potenciálu, a přestože se zde stále nachází největší plochy souvislých a neporušených lesů v pevninské části jihovýchodní Asie, přetrvává a hromadí se zde řada závažných environmentálních problémů, které úzce souvisejí s rychlým růstem populace, nekontrolovanou globalizací a nedůslednou administrativou.
Většina země leží v klimatickém pásmu Tyto oblasti tvoří nejvýchodnější okraj jihozápadního monzunového pásma, které se řadí do tropického monzunového podnebí.  V celé zemi se vyskytují dvě relativně stejně dlouhá roční období, která jsou definována rozdílnými srážkami, protože teploty a vlhkost vzduchu jsou obecně vysoké a stálé po celý rok.
Biodiverzita Kambodže je z velké části založena na sezónních tropických lesích, kde je zaznamenáno přibližně 180 druhů stromů, a na lužních ekosystémech. Vědci zde zaznamenali 212 druhů savců, 536 druhů ptáků, 240 druhů plazů, 850 druhů sladkovodních ryb (oblast jezera Tonlésap) a 435 druhů mořských ryb. Velká část této biodiverzity se nachází v okolí jezera Tonlésap a v okolní biosféře.

### Přírodní zajímavosti
Koncem roku 2023 byl oznámen první objev dinosauří fosilie z území Kambodži. Jedná se o lýtkovou kost sauropodního dinosaura z období rané křídy (stáří 145 až 100 milionů let), objevené na jihozápadě země v provincii Koh Kong (ostrov Koh Pang). Fosilie byly objeveny v sedimentech geologické série Grès Supérieurs.

## Politika

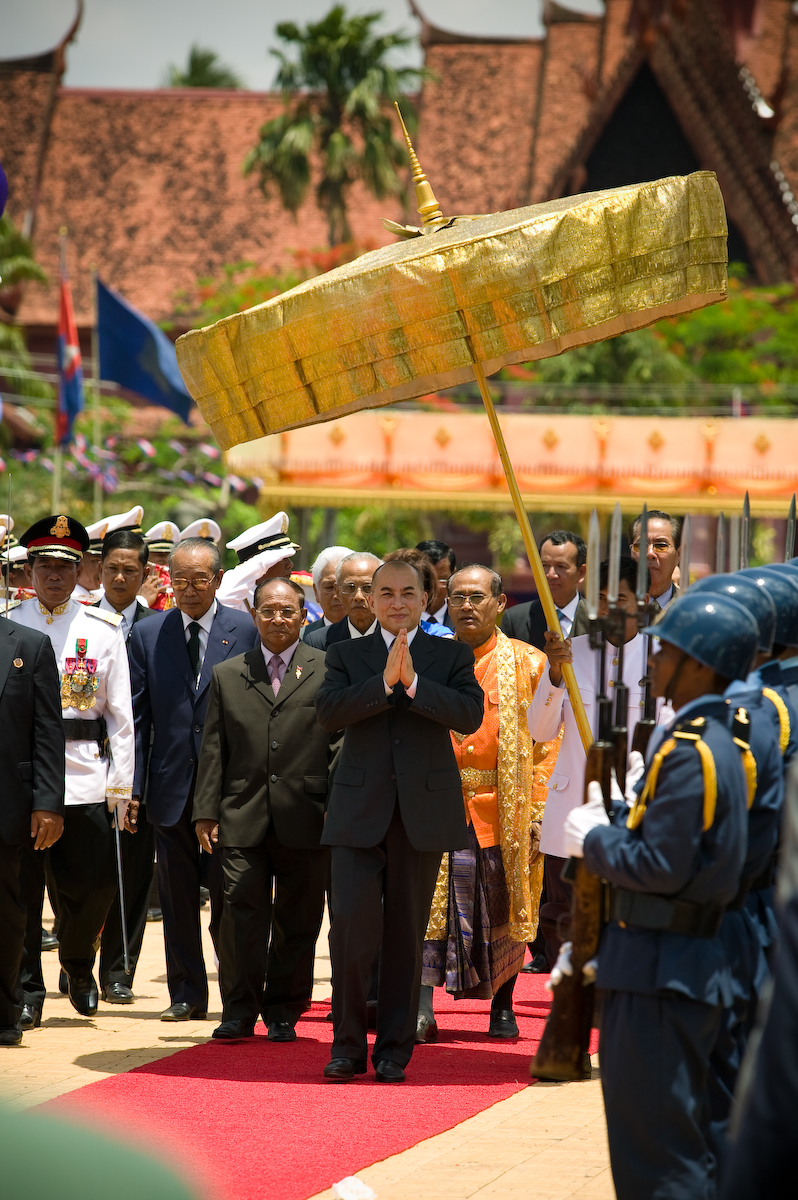
Norodom Sihamoni, kambodžský král

Kambodžská politika je vymezena v rámci konstituční monarchie, v níž je král hlavou státu a předseda vlády šéfem vlády. V praxi je Kambodža autoritářským státem, neboť moc je centralizována v rukou Kambodžské lidové strany (CPP) pod vedením vůdce Hun Maneta. Skupiny občanské společnosti, nezávislá média a opoziční strany jsou potlačovány a volby nejsou svobodné a spravedlivé.
Pád komunismu odstartoval události, které vedly ke stažení vietnamských ozbrojených sil, jež se v zemi usadily po pádu Rudých Khmerů. V roce 1993 byla v důsledku Pařížských mírových dohod z roku 1991 vyhlášena v současnosti platná ústava, po níž následovaly volby organizované pod záštitou Přechodné správy OSN v Kambodži. Ústava prohlašuje Kambodžu za „nezávislou, svrchovanou, mírovou, trvale neutrální a neangažovanou zemi.“ Ústava také vyhlašuje liberální demokracii s více stranami, v níž jsou pravomoci přeneseny na výkonnou, soudní a zákonodárnou moc. Neexistuje však žádná účinná opozice vůči předsedovi vlády, kterým dlouho byl Hun Sen, od roku 1984 až do roku 2023, a nyní tuto funkci zastává jeho syn. Jejich Kambodžská lidová strana získala v roce 2018 po zákazu opozičních stran CNRP a KNLF všech 125 křesel v Národním shromáždění. KNLF se po rozpuštění CNRP stala hlavní opoziční stranou v exilu v Dánsku. Během komunálních voleb v roce 2022 a celostátních voleb v roce 2023 nebyli přítomní žádní mezinárodní pozorovatelé. Vláda je považována za autokratickou.
Výkonnou moc vykonává královská vláda, a to jménem a se souhlasem panovníka. Vládu tvoří Rada ministrů v čele s předsedou vlády. Předsedovi vlády v jeho funkcích pomáhají členové Rady, jako jsou místopředsedové vlády, vyšší ministři a další ministři. Zákonodárnou moc má dvoukomorový zákonodárný sbor složený z Národního shromáždění, které má právo hlasovat o návrzích zákonů, a Senátu, který má právo přezkumu. Po schválení zákona oběma komorami je návrh zákona předložen panovníkovi k podpisu a vyhlášení. Úkolem soudní moci je chránit práva a svobody občanů a být nestranným rozhodčím ve sporech. Nejvyšší soud je nejvyšším soudem v zemi a přijímá odvolání od nižších soudů v právních otázkách. Byl zřízen samostatný orgán zvaný Ústavní rada, který poskytuje výklad ústavy a zákonů a také řeší spory týkající se volby členů zákonodárného sboru.
Kambodžská lidová strana dominuje politické scéně od státního převratu v Phnompenhu v roce 1997. Mezi další významné politické strany patří roajalistická FUNCINPEC a někdejší Strana národní záchrany Kambodže, která byla v roce 2017 rozpuštěna Nejvyšším soudem. Srovnávací politologové Steven Levitsky a Lucan Way označili Kambodžu za „konkurenční autoritářský režim“, což je hybridní typ režimu s důležitými charakteristikami demokracie i autoritářství.
Ve volbách v červenci 2023 vládnoucí Kambodžská lidová strana snadno zvítězila v chybně provedených volbách po diskvalifikaci nejvýznamnější kambodžské opoziční strany Candlelight. V srpnu 2023 složil přísahu jako nový kambodžský premiér Hun Manet, syn Hun Sena.

### Administrativní dělení
Kambodža se dělí na 24 provincií (khaet) a zvláštní správní jednotku a zároveň hlavní město Phnompenh. Ačkoli se jedná o jinou správní jednotku, Phnompenh je na úrovni provincie, takže Kambodža se de facto skládá z 25 provincií. 
Provincie se dále dělí na 159 okresů a 26 obcí, ty jsou jsou druhostupňovým správním členěním Kambodže. Okresy a obce se zase dále dělí na obce (khum) a čtvrtě (sangkat). 

Provincie v Kambodži

| Číslo | Provincie        | Hlavní město     | Plocha (km²) | Obyvatelstvo (2019) |
| ----- | ---------------- | ---------------- | ------------ | ------------------- |
| 1     | Banteay Meanchey | Serei Saophoan   | 6 679        | 861 883             |
| 2     | Battambang       | Battambang       | 11 702       | 997 169             |
| 3     | Kampong Cham     | Kampong Cham     | 4 549        | 899 791             |
| 4     | Kampong Chhnang  | Kampong Chhnang  | 5 521        | 527 027             |
| 5     | Kampong Speu     | Chbar Mon        | 7 017        | 877 523             |
| 6     | Kampong Thom     | Stung Saen       | 13 814       | 681 549             |
| 7     | Kampot           | Kampot           | 4 873        | 593 829             |
| 8     | Kandal           | Ta Khmau         | 3 179        | 1 201 581           |
| 9     | Kep              | Kep              | 336          | 42 665              |
| 10    | Koh Kong         | Khemarak Phoumin | 10 090       | 125 902             |
| 11    | Kratié           | Kratié           | 11 094       | 374 755             |
| 12    | Mondulkiri       | Senmonorom       | 14 288       | 92 213              |
| 13    | Oddar Meanchey   | Samraong         | 6 158        | 276 038             |
| 14    | Pailin           | Pailin           | 803          | 75 112              |
| 15    | Phnompenh        | Phnompenh        | 679          | 2 281 951           |
| 16    | Preah Sihanouk   | Preah Sihanouk   | 1 938        | 310 072             |
| 17    | Preah Vihear     | Preah Vihear     | 13 788       | 254 827             |
| 18    | Pursat           | Pursat           | 12 692       | 419 952             |
| 19    | Prey Veng        | Prey Veng        | 4 883        | 1 057 720           |
| 20    | Ratanakiri       | Banlung          | 10 782       | 217 453             |
| 21    | Siem Reap        | Siem Reap        | 10 299       | 1 014 234           |
| 22    | Stung Treng      | Stung Treng      | 11 092       | 165 713             |
| 23    | Svay Rieng       | Svay Rieng       | 2 966        | 525 497             |
| 24    | Takéo            | Doun Kaev        | 3 563        | 900 914             |
| 25    | Tboung Khmom     | Suong            | 5 250        | 776 841             |

### Zahraniční vztahy

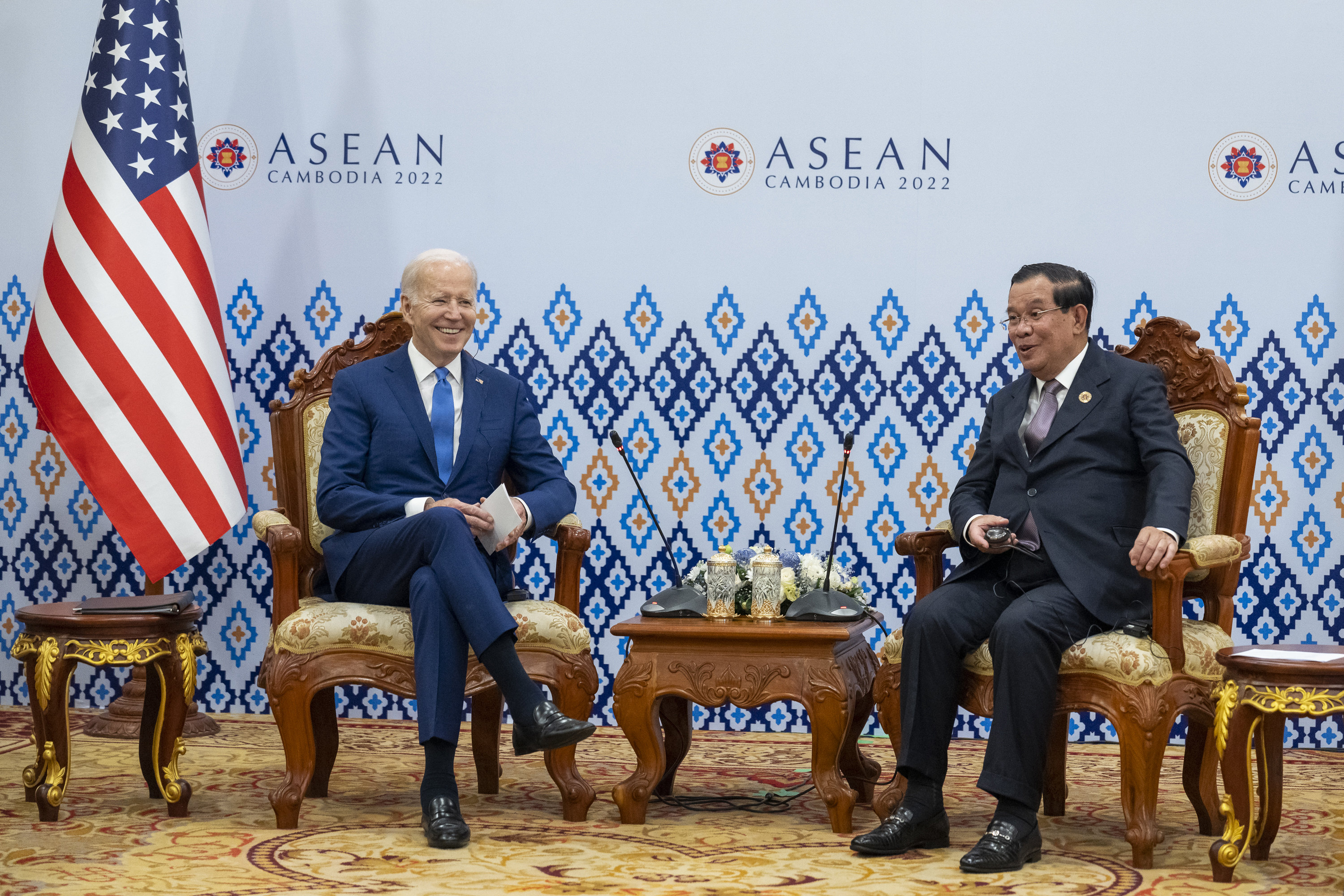
Tehdejší premiér Hun Sen se setkává s americkým prezidentem Joe Bidenem během summitu ASEAN 2022 v Phnompenhu.

Zahraniční vztahy Kambodže má na starosti ministerstvo zahraničních věcí. Kambodža je členem Organizace spojených národů, Světové banky a Mezinárodního měnového fondu. Je členem Asijské rozvojové banky, Sdružení národů jihovýchodní Asie (ASEAN) a v roce 2004 vstoupila do Světové obchodní organizace. 
Kambodža navázala diplomatické vztahy s mnoha zeměmi; vláda uvádí dvacet velvyslanectví v zemi, včetně mnoha asijských sousedů a velvyslanectví důležitých aktérů během pařížských mírových jednání, včetně USA, Austrálie, Kanady, Číny, Evropské unie, Japonska a Ruska. Díky mezinárodním vztahům Kambodži pomáhají různé charitativní organizace se sociálními, ekonomickými a občanskými potřebami v oblasti infrastruktury.

#### Vztahy s Československem

##### 50. a 60. léta 20. století
Po získání nezávislosti Kambodže v roce 1953 došlo k dynamickému rozvoji vzájemných vztahů. Diplomatické vztahy byly navázány v roce 1956. Docházelo k četným výměnám vládních delegací, Československo poskytovalo Kambodži bezplatnou hospodářskou pomoc a výhodné dlouhodobé úvěry. Vládě prince Sihanuka dodávalo i vojenský materiál. V 60. letech začal v ČSSR studovat Sihanukův syn Sihamoni (dnešní král).

##### 70. léta
Komunistická vláda v Praze zpočátku udržovala formální diplomatické styky s vojenskou vládou generála Lon Nola. Ponechala také otevřené své velvyslanectví v Kambodži, odvolala však velvyslance ČSSR a úroveň našeho velvyslanectví snížila na úroveň chargé d'affaires.
Vláda ČSSR paralelně udržovala i styky s králem Norodomem Sihanukem, zástupci původní vlády a Jednotné národní fronty Kambodže (JNFK), usazené v Číně. Tu de fakto uznala dne 4. 5. 1970 blahopřejným telegramem předsedy Národní fronty Evženem Erbanem, který byl úkolován k udržování formálních vztahů s Jednotnou národní frontou Kambodže (JNFK). Zástupci JNFK dokonce s podporou ČLR obsadili i budovu velvyslanectví v Praze a udržovali ji pod svou okupací od 10. 8. do 31. 8. 1970, kdy budovu pod tlakem českých úřadů, nicméně dobrovolně, opustili.
Oficiálně však vláda ČSSR Lon Nolovu vládu nikdy neuznala a v říjnu 1973 připravila návrh na uznání exilové vlády Jednotné národní fronty Kambodže (JNFK) krále Sihanuka, uzavření velvyslanectví ČSSR v Phnompenhu a ukončení činnosti velvyslanectví Khmerské republiky v Praze.
Současný kambodžský král Norodom Sihamoni byl v roce 1962 rodiči poslán studovat do Prahy tanec. Po absolvování základní školy v Ostrovní ulici s rozšířenou výukou jazyků zde dále studoval na konzervatoři a na Akademii múzických umění. Komunistická vláda v Praze nechala Sihamoniho dostudovat i po vojenském převratu v Kambodži, kdy udělení nového víza využila i k uklidnění vztahů s JNFK po problémovém vyklizení velvyslanectví Kambodže koncem srpna 1970. Sihamoni žil v Praze do roku 1975, tedy do konce vojenské vlády generála Lon Nola v Kambodži. V roce 1975 Prahu opustil a začal studovat filmovou tvorbu v Severní Koreji a o dva roky později v roce 1977 se vrátil do rodné Kambodže. V Kambodži už vládli Rudí Khmerové, ti ho ihned zadrželi. Byl zavřen spolu se zbytkem rodiny pod jejich dohledem v královském paláci až do osvobození Kambodže Vietnamem v roce 1979.
Po dobu krutovlády Rudých Khmerů neudržovala ČSSR žádný diplomatický styk s Kambodžou. Vzájemné vztahy byly v mrtvém bodě, i když v dubnu 1976 (výročí převzetí moci Rudými Khmery) patřila československá vláda mezi asi dvacítku zemí světa, které zaslaly prostřednictvím svých úřadů v Pekingu (s Phnom Penhem v té době již neexistovalo poštovní ani telegrafické spojení) Demokratické Kampučii blahopřejný telegram. Brutalita Rudých Khmerů nebyla v normalizačním Československu diskutovaným tématem. Podle dostupných archivních informací se jím nezabývala ani československá tajná služba. Ani českoslovenští disidenti neměli přístup k relevantním informacím a k situaci v Kambodži se nijak nevyjadřovali.
Když v lednu 1979 Vietnam osvobodil Kambodžu od Rudých Khmerů a moci v Kambodži se ujala provietnamsky orientovaná Kambodžská jednotná fronta národní spásy, komunistické Československo její vládu okamžitě uznalo. Protože Kambodža byla hospodářsky rozvrácená, spolupráce se soustřeďovala především na obnovu závodů vybudovaných s československou pomocí, ale i pomoc ČSSR v oblasti zdravotnictví, školství a kultury. V pozadí těchto aktivit stály politické záměry komunistického bloku prosazované i za cenu hospodářských ztrát.

##### Vztahy s Československem a Českou republikou po roce 1989
Po roce 1989 se v Československu namísto internacionální pomoci objevil požadavek spolupráce na principech vzájemné výhodnosti. To posunulo česko-kambodžkou ekonomickou, obchodní i kulturní spolupráci na nízkou úroveň i vzhledem k problematické politicko-ekonomické situaci v Kambodži, i pro nezájem českých subjektů. Na místě nicméně působí české humanitární organizace, např. Člověk v tísni či Charita ČR. Českou republiku Norodom Sihamoni znovu navštívil až v roce 2006, kdy jako jediný král obdržel čestné občanství hlavního města Prahy. Zatím poslední jeho návštěva se uskutečnila v březnu 2010. Norodom Sihamoni během ní obdržel čestný doktorát na pražské Akademii múzických umění a navštívil své přátele z doby studií v ČSSR.
Od roku 2004 se na výzkumu v archeologickém parku Angkor podílí i český výzkumný tým CNPA (Czech National Project in Angkor). První výzkumný projekt se týkal datování nálezů dřevěných prvků pravděpodobně původních obydlí, nalezených v hloubce několika metrů pod terénem v blízkosti chrámu Phimeanakas v areálu Angkor Thom. Druhým výzkumným úkolem byla analýza složení pískovce použitého pro výstavbu některých angkorských chrámů, mj. za účelem nalezení lomů, ze kterých byl pískovec dodáván. V současné době probíhajícím projektem, schváleným pro roky 2010–2014, je analýza strukturní integrity kamenných chrámů, výzkum příčin jejich rozpadu a možností zpomalení nebo zastavení tohoto procesu. Členy CNPA jsou Výzkumné centrum v Řeži u Prahy, Akademie věd ČR a Západočeská univerzita v Plzni.

## Ekonomika
Země je velmi chudá a zvyklá na hospodářskou pomoc ze zahraničí, hlavně zemí ASEANu, USA a EU. Přes 30 % obyvatelstva trpí podvýživou. Hlavním zdrojem vývozu je pro zemi dřevo a produkty z něj. Tempo odlesňování kambodžského území bylo v posledních desetiletích jedno z nejvyšších na světě. Od roku 1969, kdy více než 70 % území pokrýval primární deštný prales, kleslo pokrytí lesy na pouhé 3,1 % v roce 2007. Mezi roky 1990 až 2005 ztratila Kambodža celkem 25 000 km² lesů, z toho 3 340 km² byl původní deštný prales. Od roku 2007 se na území Kambodže nachází méně než 3 220 km² původního pralesa. Udržitelnost kambodžských lesních rezerv pro budoucnost je tak vážně ohrožena. Asi tři čtvrtiny práceschopného obyvatelstva pracuje v zemědělství.

## Obyvatelstvo

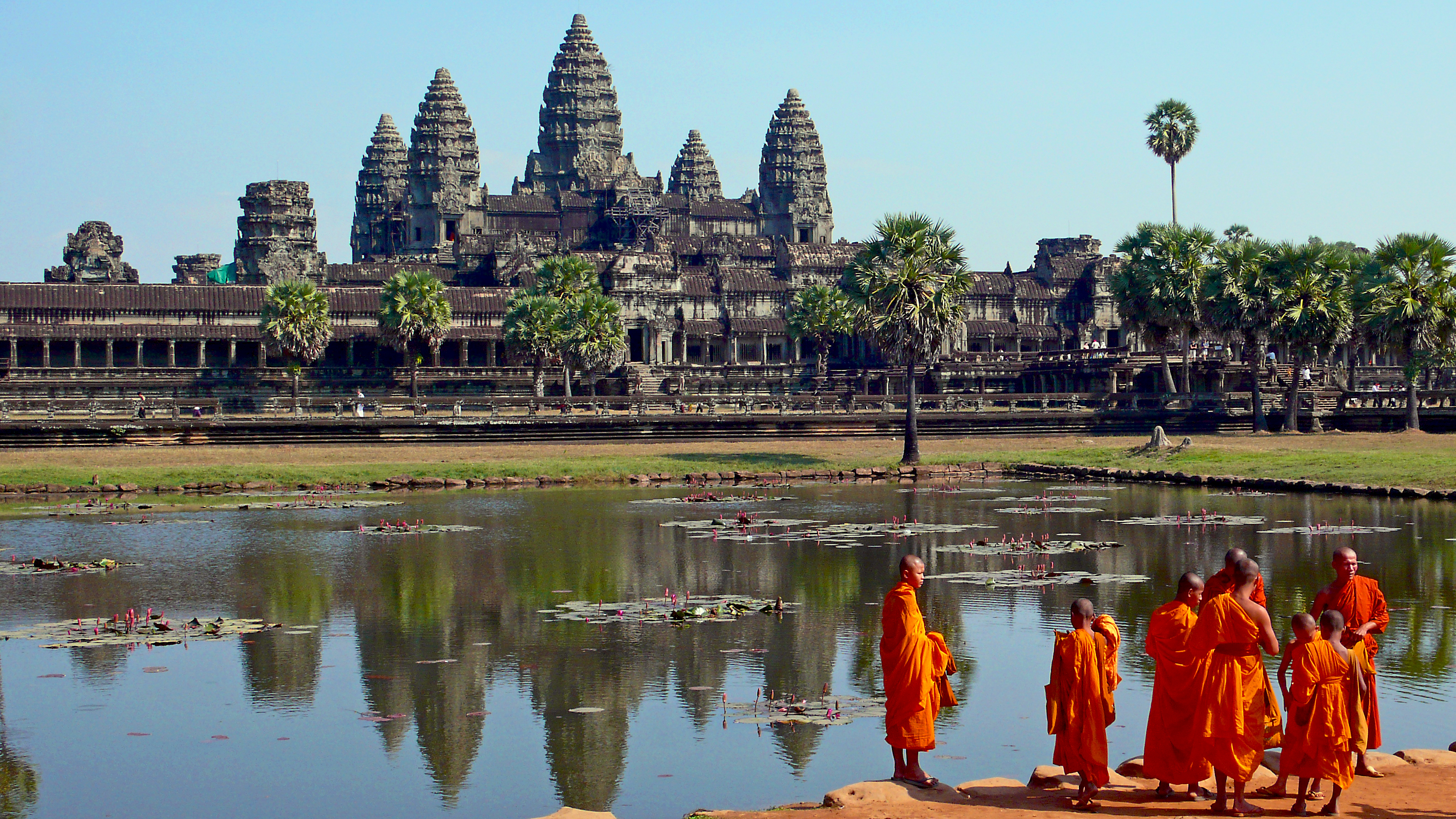
Pohled na Angkor Vat v provincii Siem Reap. Dnes je Angkor Vat v Kambodži hlavní turistickou atrakcí a navštěvují ho lidé z celého světa.

Podle odhadů žije v Kambodži ke květnu 2025 celkem 17 819 288 obyvatel. Francouzský protektorát Kambodža provedl své první oficiální sčítání lidu v roce 1921. Sčítáni byli pouze muži ve věku od 20 do 60 let, protože jeho účelem byl výběr daní. Po sčítání lidu v roce 1962 vedly občanské konflikty a nestabilita v Kambodži k 36leté přestávce, než mohlo v roce 1998 proběhnout další oficiální sčítání lidu.
V roce 2010 byla polovina kambodžské populace mladší 22 let. S poměrem žen k mužům 1,04 má Kambodža nejslabší poměr žen k mužům v subregionu Velkého Mekongu, mezi kambodžskými obyvateli staršími 65 let je poměr žen k mužům 1,6:1.

Úhrnná plodnost v Kambodži v roce 2018 činila 2,5 dítěte na jednu ženu, přičemž  ještě v roce 2000 byla plodnost 4,0. Ženy ve městech mají v průměru 2,2 dítěte, zatímco na venkově připadá na jednu ženu 3,3 dítěte. V roce 2021 činila střední délka života v Kambodži 75 let, což je výrazné zlepšení od roku 1995, kdy byla průměrná délka života 55 let. Sčítání lidu v Kambodži v roce 2019 odhadlo, že 88,5 % obyvatel je gramotných (91,1 % mužů a 86,2 % žen). Mladí muži ve věku 15-24 let mají gramotnost 89 %, zatímco ženy 86 %.

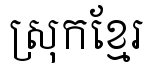
„Srok Khmer“ v khmerštině, doslova název „Kambodža“ v khmerštině, doslova přeloženo jako „Země Khmerů“ (Srok Khmer)

Na rozdíl od svých sousedů má podle oficiálních statistik Kambodža velmi homogenní složení obyvatelstva, 95,8 % obyvatelstva tvoří Khmerové, dále jsou tu Čamové (1,8 %), Vietnamci (0,5 %), Číňané (0,6 %) a Thajci. Zbytek populace se skládá z více než 20 různých etnických skupin, z nichž většina jsou malé skupiny původních obyvatel, známých dohromady jako Khmer Loeu, kteří žijí v izolovaných horských oblastech.
Ve skutečnosti v Kambodži žije mnohonásobně více Vietnamců a Číňanů, i když neoficiálně. Nekontrolovatelnou migraci umožňuje vysoká korupce pohraničních úředníků. Vietnamci a jiní Asiaté ve velkém vstupují na území Kambodži bez jakéhokoli dokladu, vstupenkou je pětidolarová bankovka.
Přes 96 % všech Kambodžanů vyznává thérávádový buddhismus, který se zde vyskytuje téměř od počátku říše Angkor v 9. století. Předtím toto území okupovala hinduistická království. Jen něco okolo 2 % (především Čamové) jsou muslimové. Úředním jazykem je khmerština, dříve se zde hovořilo i francouzsky, jakožto jazykem bývalých kolonizátorů. Dnes je francouzština na ústupu ve prospěch pomalu se rozšiřující angličtiny. 

### Etnické skupiny v Kambodži
- Čamové – potomci čamských uprchlíků, kteří utekli po pádu říše Čampa do Kambodže
- Číňané – potomci čínských osadníků
- Khmerové
  - Khmer Kandal – "Centrální Khmerové" etničtí Khmerové původně pocházející z Kambodže
  - Khmer Krom – etničtí Khmerové nacházející se v jihovýchodní Kambodži a v jižním Vietnamu
  - Khmer Surin – etničtí Khmerové nacházející se v severovýchodní Kambodži a provinciích Surin, Buriram a Sisaket v Thajsku
- Khmer Loeu – souhrnný název používaný pro všechny horské kmeny v Kambodži. Celkem je jich asi 100 000
  - Mon-khmerské jazyky
    - Kachok
    - Krung – existují 3 různé dialekty Krungu. Všechny si jsou navzájem srozumitelné:
      - Krung
      - Brao
      - Kavet

    - Kuy – malá skupina lidí nacházející se většinou na Kambodžské vysočině
    - Phnong
    - Tampuan – etnická skupina na severovýchodě provincie Ratanakiri
    - Stieng – často se pletou s etnickými Degary (Montagnard)

  - Austronéské jazyky
    - Jarai – většinou se vyskytují ve Vietnamu, ale přesahují do kambodžského Ratanakiri
    - Rhade – většina Rhadů se nachází na území Vietnamu. Mají úzké kulturní vazby s Jarai a dalšími kmeny
- Laové
- Vietnamci – žijí především v hlavním městě a jižní Kambodži u vietnamských hranic

### Města a významné lokality
Největšími městy v zemi jsou:
- Phnompenh – hlavní město (2,3 milionu obyvatel)
- Sihanukville (Preah Seihanouk, dříve Kompong Som) – námořní přístav (209 tisíc ob.)
- Battambang – (130 tisíc ob.)
- Siem Reap (148 tisíc ob.)

#### Angkor
Symbolem země jsou pozůstatky chrámu Angkor Vat z 12. století, zobrazené i na kambodžské vlajce. Angkor byl ve středověku hlavním městem mocné Khmerské říše, roku 1431 jej dobyli Siamci. V roce 1860 byl objeven francouzskými kolonizátory. Za vlády Rudých Khmerů byl velmi poškozen. Za mezinárodní pomoci je soustavně opravován archeologickými a restaurátorskými týmy. Dnes je nejnavštěvovanější památkou Kambodži. Leží poblíž města Siem Reap, které má mezinárodní letiště, na kterém každý den přistávají desítky letadel s turisty. Většina turistů míří jen tam. Siem Reap je turistické město s životem zcela odlišným od ostatní Kambodže. Většina turistů pravou tvář Kambodže nikdy nepozná. Nemalé vstupné do komplexu chrámů vybírá soukromá firma spojená s premiérem Hun Senem. Na udržování a restaurování památek se tato firma nepodílí.

#### Tuol Sleng

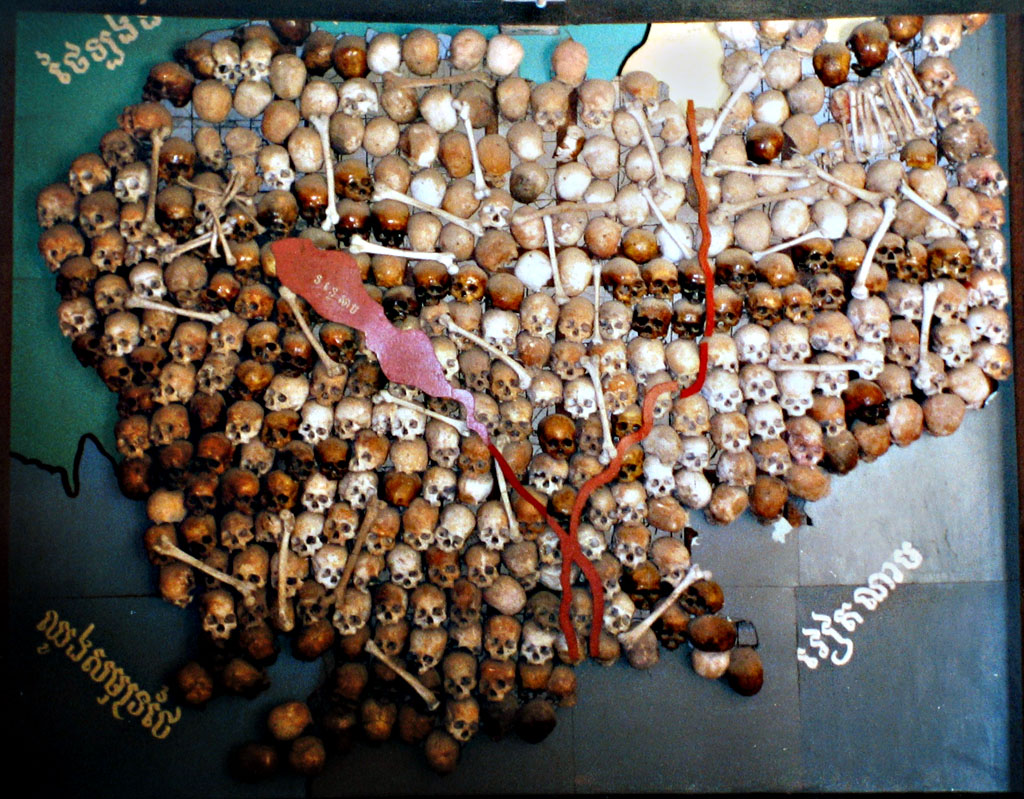
Mapa Kambodže poskládaná z lidských kostí v památníku genocidy Tuol Sleng

Tuol Sleng, památník genocidy z dob Rudých Khmerů, je bývalá střední škola v hlavním městě Phnompenhu. Známé je též pod názvem S-21, Security Prison 21. Rudí Khmerové zde vytvořili mučicí středisko, kde zemřely tisíce obyvatel, kteří se znelíbili režimu. Probíhalo zde věznění, výslechy a mučení lidí, kteří se přiznávali ke všemu, co od nich bylo požadováno. Následně byli popravováni a pohřbíváni do hromadných hrobů na vražedných polích (Killing fields). Jako dozorci sloužili mnohdy náctiletí výrostci. Ze zachovaných dokumentů je patrná otřesná brutalita Rudých Khmerů, která si nijak nezadala s brutalitou německých vyhlazovacích táborů.
Ze 17 000 vězňů tohoto vězení přežilo jen 12 osob. Ředitelem tohoto zrůdného zařízení byl bývalý učitel matematiky, známý pod přezdívkou "bratr Duch". Za své činy byl postaven před soud až v roce 2009. V roce 2012 byl odsouzen k doživotnímu vězení bez možnosti dalšího odvolání.

## Kultura

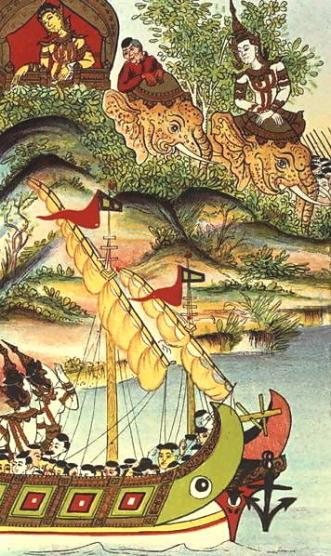
Ilustrovaný příběh z 19. století o Vorvongovi a Sorvongovi

Na kambodžské kultuře se podílejí různé faktory včetně théravádového buddhismu, hinduismu, francouzského kolonialismu, angkorské kultury a moderní globalizace. Za propagaci a rozvoj kambodžské kultury odpovídá kambodžské ministerstvo kultury a výtvarného umění. Kambodžská kultura zahrnuje nejen kulturu většinového etnika žijícího v nížinách, ale také asi 20 kulturně odlišných horských kmenů hovorově známých jako Khmer Loeu, což je termín, který zavedl Norodom Sihanuk, aby podpořil jednotu mezi horaly a obyvateli nížin.
Venkovští Kambodžané nosí šátek krama, který je jedinečným prvkem kambodžského oděvu. Sampeah je tradiční kambodžský pozdrav nebo způsob, jak projevit úctu ostatním. Khmerská kultura, jak ji rozvinula a rozšířila Khmerská říše, má charakteristické styly tance, architektury a sochařství, které se v průběhu historie vyměňovaly se sousedním Laosem a Thajskem. Angkor Wat (Angkor znamená „město“ a Wat „chrám“) je spolu se stovkami dalších chrámů, které byly objeveny v oblasti a jejím okolí, nejlépe dochovaným příkladem khmerské architektury z angkorské éry.
Tradičně mají Khmerové zaznamenané informace na palmových listech. V knihách z palmových listů jsou zaznamenány legendy khmerského národa, Rámájana, vznik buddhismu a další modlitební knihy. Pečuje se o ně zabalením do látky, která je chrání před vlhkostí a klimatickými vlivy. 
Bon Om Touk (Kambodžský festival vody a měsíce), každoroční závod lodí, je nejnavštěvovanějším kambodžským národním festivalem. Koná se na konci období dešťů, kdy řeka Mekong začíná klesat zpět na svou normální hladinu a umožňuje řece Tonlésap zpětný tok. Každoročně se ho účastní přibližně 10 % obyvatel Kambodže, aby si zahráli hry, poděkovali Měsíci, sledovali ohňostroj, povečeřeli a zúčastnili se závodu lodí v karnevalové atmosféře[240].
Mezi oblíbené hry patří fotbal, kopání do sey, což je obdoba footbagu, a šachy. Kambodžský nový rok, založený na klasickém indickém slunečním kalendáři a théravádovém buddhismu, je významným svátkem, který se koná v dubnu. K nedávným uměleckým osobnostem patří zpěváci Sinn Sisamouth a Ros Serey Sothea (a později Preap Sovath a Sokun Nisa), kteří do země uvedli nové hudební styly.
Kambodžané každoročně navštěvují pagody po celé zemi u příležitosti svátku Pchum Ben (Dne předků). Během patnáctidenního festivalu lidé obětují modlitby a jídlo duchům svých zemřelých příbuzných. Pro většinu Kambodžanů je to čas, kdy vzpomínají na své příbuzné, kteří zemřeli během režimu Rudých Khmerů v letech 1975-1979.
Kambodžská kuchyně odráží rozmanité kulinářské tradice různých etnických skupin v Kambodži, z nichž ústřední je khmerská kuchyně, téměř dva tisíce let stará kulinářská tradice khmerského národa.V průběhu staletí se do kambodžské kuchyně dostaly prvky indické, čínské (zejména Teochew), francouzské a portugalské kuchyně. Díky některým z těchto společných vlivů a vzájemnému ovlivňování má kambodžská kuchyně mnoho podobností s kuchyní středního Thajska a jižního Vietnamu a v menší míře také středního Vietnamu, severovýchodního Thajska a Laosu.  Základní obilovinou je stejně jako v ostatních zemích jihovýchodní Asie rýže. Důležitou součástí stravy jsou také ryby z řek Mekong a Tonlésap. Kambodžská kuchyně využívá tropické ovoce, polévky a nudle. Klíčovými ingrediencemi jsou kafrová limeta, citronová tráva, česnek, rybí omáčka, sójová omáčka, tamarind, zázvor, ústřicová omáčka, kokosové mléko a černý pepř. Mezi lahůdky patří num banhchok, rybí amok a aping. Země se může pochlubit také různými výraznými místními pouličními jídly.